# Всемирная ассоциация экомаркировки
Всемирная ассоциация экомаркировки (англ. The Global Ecolabelling Network, GEN) — независимая международная некоммерческая организация, образованная в 1994 году, объединяющая национальные организации экомаркировки. В GEN входят программы экомаркировки I типа (ISO 14024), действующие в разных странах мира. Её целью является распространение информации по использованию экомаркировок, а также обеспечение их взаимного признания. GEN является ассоциированным членом Международной организации по стандартизации, ИСО (International Organization for Standardization, ISO). Деятельность GEN открыта для общественности.

## Миссия GEN
1. Усиление мирового признания программ экомаркировки и способствование их развитию в различных странах;
2. Организация сотрудничества, информационного обмена и гармоничного развития всех членов Ассоциации, а также различных других программ экомаркировки, не входящих в GEN;
3. Содействие получению свободного доступа к информации о критериях экомаркировки по всему миру;
4. Продвижение идеи экомаркировки в различных международных организациях (например, ИСО, ВТО, где представители GEN входят в рабочие группы во многих странах) и поддержка экологически безопасных по всему жизненному циклу товаров и услуг, с точки зрения оказания ими наименьшего воздействия на окружающую среду.[2]

## Организационная структура
По данным на 2017 год в состав GEN входят более 25 стран, имеющих национальные экомаркировки. Управление в GEN осуществляется советом директоров, в который входит 7 членов: в 2013 году это Линда Чипперфилд (США), Ганс-Герман Эггерс (Германия), Ева Айдерстрем (Швеция), Бьерн-Эрик Лонн (Северные страны), Жан Сяодан (Китай), Осаму Уно (Япония) и Робин Тейлор, директор Новозеландской программы экомаркировки, который также является председателем совета директоров GEN .
Ежедневная работа GEN ведется при помощи секретариата, расположенного в Канаде, на базе компании UL Environment, и головного офиса, который находится в Японии, на базе японской программы экомаркировки EcoMark. Секретариат и Головной офис ежегодно отчитываются перед советом директоров.

GEN является ассоциированным членом Технического комитета ISO /ТК 207 с 1994 года (разрабатывает стандарты серии ISO 14000), а также Технического Комитета ISO/IEC TC 111 с 2005 года (разрабатывает экологические стандарты для электротехнического оборудования).
Ежегодно GEN проводит саммит для организаций-членов с участием международных некоммерческих организаций и государственных структур. Саммит GEN — это экспертная площадка для обмена опытом и выработки решений по развитию и эффективному применению экологической маркировки с целью уменьшения нагрузки на окружающую среду и улучшения её состояния.

## Разработка стандарта ISO 14024
Представители GEN активно участвовали в разработке стандарта ISO 14024, начатой Международной организацией по стандартизации (ISO) в 1999 году. В это время многие программы экомаркировки уже работали. Поэтому основные положения стандарта ISO 14024 были сформулированы на основании опыта уже существующих систем экомаркировки.
Теперь соответствие программы экомаркировки стандарту ISO 14024 является основным условием для принятия в GEN новых членов. Таким образом, все организации-члены GEN отвечают требованиям данного стандарта, а именно — их программы экомаркировки являются достоверными, независимыми и открытыми для всех потенциальных участников.

## Программа международного взаимопризнания GEN
В 2001 году официальные представители четырех азиатских организаций-членов GEN: «Фонда окружающей среды и развития Тайваня», «Японской экологической ассоциации», «Корейской ассоциации экомаркировки» и «Таиландского института окружающей среды» положили начало многостороннему многолетнему проекту, цель которого — установление структуры взаимного признания и совместного процесса, направленного на формирование группы общих критериев для экомаркировки (GENICES).
GEN’S Internationally Coordinated Ecolabelling System — GENICES — это внутренняя программа для организаций-членов GEN. Необходимым условием для участия в ней является подтверждение соответствия стандарту ISO 14024 и прохождение внешнего международного аудита. Одна из целей программы GENICES — это взаимопризнание программ экомаркировки.
GENICES предусматривает взаимное признание результатов сертификации между её программами-участниками, способствуя снижению торговых барьеров и мировой торговле. Производители продукции и услуг, получившие экомаркировку страны, участвующей в GENICES, могут получить экомаркировку другой страны, аккредитованной в данной программе, пройдя укороченный цикл сертификации и продвигать свою продукцию не только на национальном рынке, но и за рубежом. Сегодня более 60 % международных экомаркировок—участники международной программы взаимопризнания GENICES (17 программ Экомаркировки).

## Международное сотрудничество
GEN является активным участником многих международных инициатив, связных с устойчивым развитием и экологической стандартизацией. GEN тесно сотрудничает со Всемирной торговой организацией (WTO), Комитетом ООН по Устойчивому развитию (UNCSD), Экономическим и Социальным Советом ООН (ECOSOC), Программой ООН в области охраны окружающей среды (UNEP), Организацией Экономического Сотрудничества и Развития (OECD). Один из её членов — Комиссия ЕС по вопросам экологической сертификации и маркирования.

## Россия в GEN
Россия вступила в GEN в 2007 году. 9 ноября 2007 года, разработанная специалистами Санкт-Петербургского Экологического союза, программа экомаркировки «Листок жизни» была признана международным сообществом соответствующей мировой практике добровольной экологической сертификации.
В GEN также входят такие экомаркировки I типа, как «Европейский цветок» (Европа), «Голубой ангел» (Германия), «Северный лебедь» (страны Скандинавии), «Зеленый знак» (США), «Листок жизни» (Россия), а также экомаркировки Австралии, Японии, Китая и других стран.

## Страны — участники GEN[6]
| №! | Страна / Регион    | Программа                                         | Графическое изображение |
| -- | ------------------ | ------------------------------------------------- | ----------------------- |
| 1  | Австралия          | Good Environmental Choice Australia               |                         |
| 2  | Бразилия           | ABNT- Environmental Quality                       |                         |
| 3  | Канада             | Ecologo                                           |                         |
| 4  | Китай              | China Environmental Labelling (CEC)               |                         |
| 5  | Китай              | China Environmentally Friendly Certification(CQC) |                         |
| 6  | Китай              | Hong Kong Green Label                             |                         |
| 7  | Китай              | Hong Kong Eco-Labelling                           |                         |
| 8  | Китайский Тайбэй   | Green Mark Program                                |                         |
| 9  | Чешская республика | National Program of Environmental Labelling       |                         |
| 10 | Германия           | Blauer Engel                                      |                         |
| 11 | Индонезия          | Ekolabel Indonesia                                |                         |
| 12 | Израиль            | Israeli Green Label                               |                         |
| 13 | Япония             | Eco Mark Program                                  |                         |
| 14 | Корея              | The Korean Ecolabelling Program                   |                         |
| 15 | Малайзия           | Sirim Eco-Labelling Scheme                        |                         |
| 16 | Новая Зеландия     | Environmental Choice New Zealand                  |                         |
| 17 | Филиппины          | Green Choice Philippines                          |                         |
| 18 | Россия             | Vitality Leaf (Листок жизни)                      |                         |
| 19 | Сингапур           | Singapore Green Labelling Scheme                  |                         |
| 20 | Швеции (SSNC)      | Good Environmental Choice                         |                         |
| 21 | Швеция (TCO)       | TCO Certified (Стандарт TCO)                      |                         |
| 22 | Таиланд            | The Green Label                                   |                         |
| 23 | Украина            | Ecolabelling Program in Ukraine                   |                         |
| 24 | США                | Green Seal                                        |                         |
| 25 | Евросоюз           | EU Ecolabel                                       |                         |
| 26 | Северные страны    | Nordic Environmental Label The Swan               |                         |